# Gigot pascal
Le gigot pascal est un mets du temps de Pâques, à base d'agneau ou de chevreau.

## Historique
L'agneau, généralement âgé de cinq à six mois de décembre à avril, arrive à pleine maturité gustative vers Pâques. Longtemps, maisons nobles et bourgeoises se régalèrent d'une pascaline d'agneau à la royale, un mets complexe où un collet était farci de « chair d'agneau pilée, de jaunes d'œufs cuits durs, de mie de pain rassis, de fines herbes bien hachées et bien assaisonnées des quatre épices ». Il était accompagné soit sur une sauce verte aux pistaches, soit d'un ragoût de truffes au coulis de jambon.
Charles Sanguin narre que sous le règne de Louis XIV et jusqu'à la minorité de Louis XV, à la cour de France on servait encore les agneaux de Pâques sur une sauce au vin blanc, dit blanquette de Limoux, avec une liaison de douze jaunes d'œufs et un bouquet de macis.
Ce n'est qu'à partir de la fin du XVIIIe siècle que les éleveurs français commencèrent à sélectionner des troupeaux pour la qualité de leur viande. Ce fut d'abord celle du mouton, puis celle de l'agneau à la fin du XIXe siècle. 
Sauf en Provence, où la tradition de consommer des ovins remonte au plus haut Moyen Âge. Une des caractéristiques de la cuisine provençale a été, pendant des siècles, d'utiliser quasi exclusivement de la viande de mouton apprêtée à toutes les sauces. En 1784, le comte polonais Moszynski se vit proposer au cours du même repas pris dans une auberge d’Avignon, une soupe au bouilli de mouton, des côtelettes de mouton, du mouton bouilli, des pieds de mouton à la Sainte-Ménehould, une tête de mouton au vinaigre, des queues de mouton grillées et une poitrine de mouton rôtie. Ce qui fit écrire au gentilhomme : « de sorte que, tout compte fait, j'ai eu à peu près un demi mouton pour un dîner qu'il fallut payer neuf livres et dont les restes ont nourri encore trois domestiques ».

## Provence

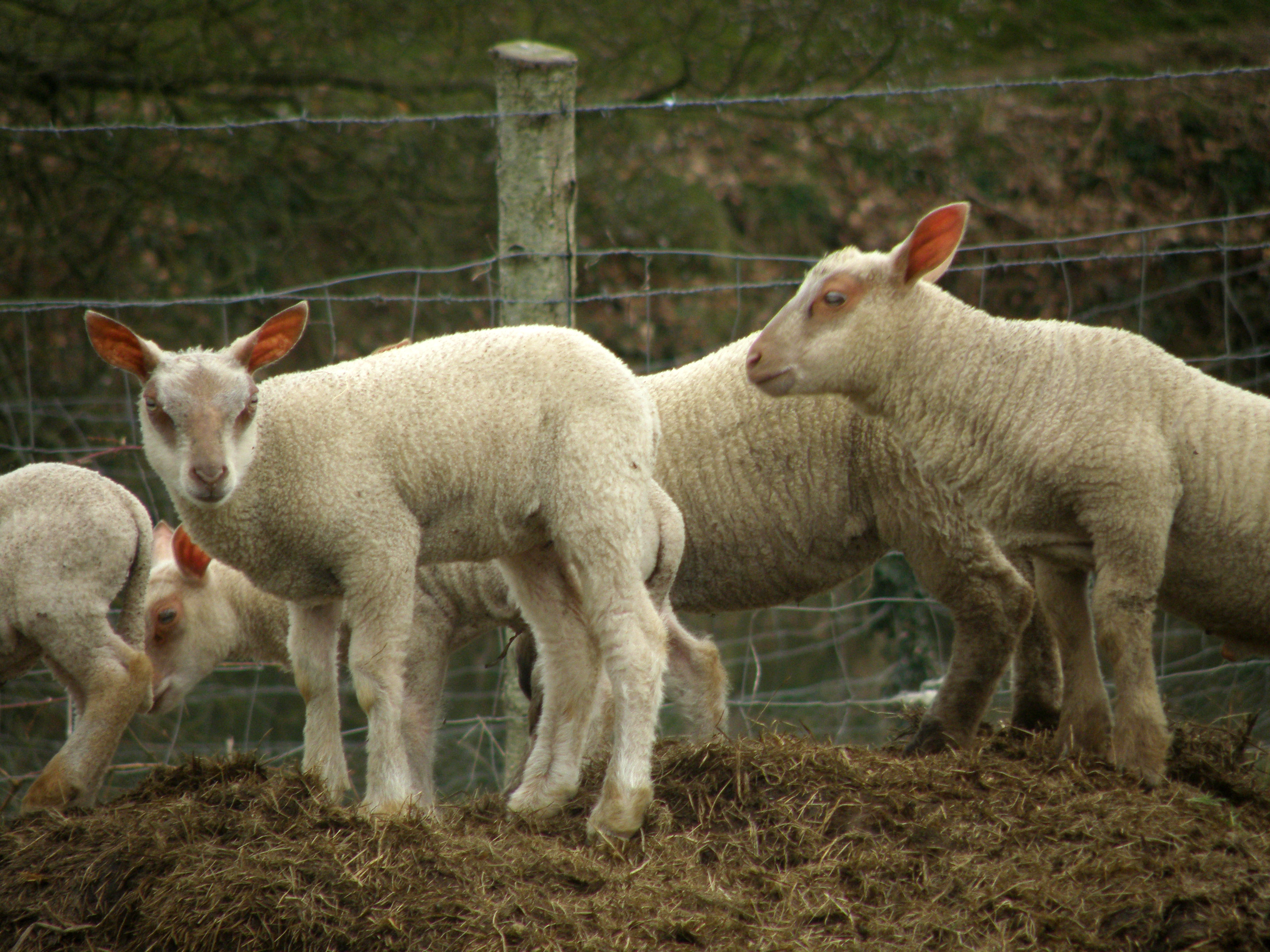
Agneaux pascals des Alpilles

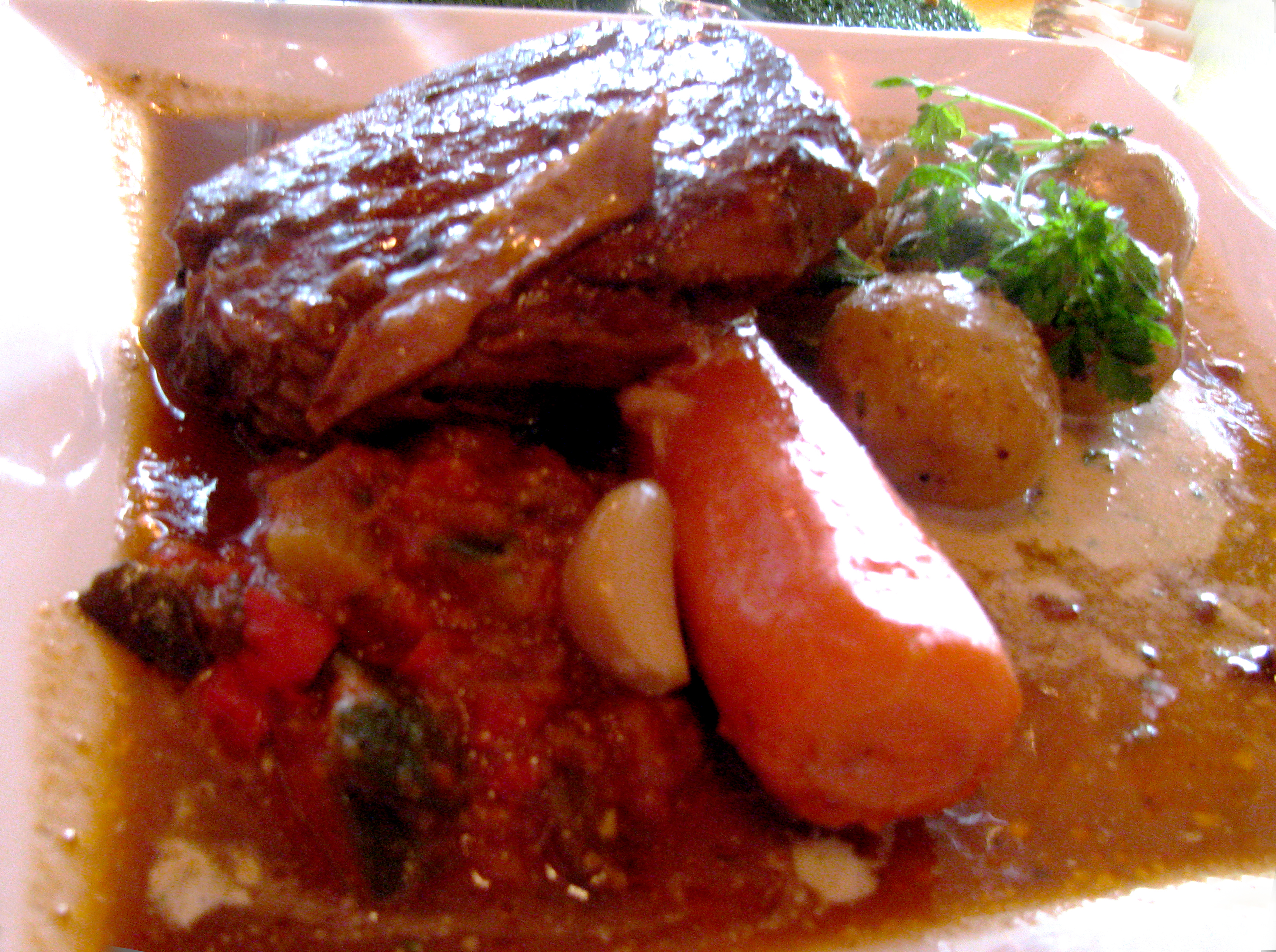
Gigot pascal de 7 heures, pommes de terre grenaille à la crème d'ail et carotte entière confite

Le gigot pascal est dénommé menoun en Provence. Dans les vallées alpines de l'Ubaye, du Queyras, de la Vésubie, du Champsaur et du Valgaudemar, c'est de l'agneau cuisiné avec des choux, carottes et pommes de terre. Dans la vallée du Buëch, il devient une sorte de blanquette servie avec une salade des champs. En Basse-Provence, l'agneau peut être accommodé à l'ail, au romarin, au miel ou au citron, suivant les terroirs. Le gigot d'agneau des Alpilles est cuit à l'huile d'olive avec des gousses d'ail, du thym, du romarin et de la sarriette. Dans toutes les autres régions alpines et préalpines provençales il est remplacé par un chevreau de lait accompagné de poivrons rouges.

## Pâque juive en Comtat Venaissin
Lors du passage de la mer Rouge, chaque famille du peuple hébreu avait sacrifié un agneau avant de traverser. Cette célébration était très ancrée chez les juifs comtadins de Carpentras, Cavaillon, L'Isle-sur-la-Sorgue et Avignon qui se faisaient un devoir, quand ils étaient éloignés, de revenir dans leurs carrières d'origine pour manger l'agneau pascal.

## Accord mets/vin
Traditionnellement, il est proposé d'accompagner ce gigot d'un vin de caractère comme un pomerol, un côtes-du-rhône ou un coteaux-du-layon.